# Marc Delafontaine
Marc Abraham Delafontaine (Céligny, 31 marzo 1837 – 1911) è stato un chimico svizzero naturalizzato statunitense.
Marc Delafontaine nacque in Svizzera a Céligny nel 1837. Allievo di Jean Charles Galissard de Marignac, nel 1860 diventò "docente privato" e poi professore all'Università di Ginevra, insegnando mineralogia e chimica organica. Nel 1870 si trasferì a Chicago, come professore di chimica tossicologica in una scuola medica femminile. Prese la cittadinanza statunitense. Fu un abile spettroscopista; possedeva un proprio laboratorio di chimica analitica e con la licenza di chimico forense fu consultato più volte dal dipartimento di polizia.
Le sue ricerche si svolsero nel campo delle terre rare. Nel 1878 osservò spettri di assorbimento diversi in differenti campioni di didimio, suggerendo che il didimio non fosse un elemento puro. Nello stesso anno, collaborando con Jacques-Louis Soret, fu il primo ad osservare spettroscopicamente l'elemento olmio, isolato poi nel 1879 da Per Teodor Cleve.